# 貝瑟尼鎮區 (堪薩斯州奧斯伯恩縣)
貝瑟尼鎮區（英語：Bethany Township）為美國堪薩斯州奧斯伯恩縣轄下的鎮區。2010年美国人口普查中該鎮區人口有176人。

## 地理
貝瑟尼鎮區涵蓋總面積為93.36平方（36.05平方英里），其中93.36平方（36.05平方英里）為陸地，0平方（0平方英里）或0%為水域。海拔高度467（1,532英尺）。

## 人口統計
根據2010年美國人口普查，貝瑟尼鎮區人口有176人，住房117戶，人口密度為1.88人/每平方公里。此鎮區居民之種族中，白人有175人，非裔美國人有0人，美洲原住民有0人，亞裔美國人有0人，太平洋島裔美國人有0人，其他種族有0人，混血種族則有1人。此外此鎮區有0人為西班牙裔或拉丁裔美國人。

## 交通

### 主要公路
- 24號美國國道
- 281號美國國道